# Beautiful Days (canción)
«Beautiful Days» es el vigesimocuarto sencillo de la banda japonesa Arashi que fue lanzado el 5 de noviembre de 2008. El título de la canción fue utilizada para el drama Ryūsei no Kizuna protagonizada por un miembro de Arashi Kazunari Ninomiya. El sencillo fue lanzado en dos ediciones una edición normal que contiene 6 temas incluida sus versiones instrumentales y una edición limitada que contiene la canción que da título al sencillo y un DVD con el vídeo musical. Las dos versiones también tienen portada diferente.

## Información del sencillo
Es el cuarto sencillo del grupo del 2008, el año con más sencillos lanzados por la banda.

### "Beautiful Days"
- Letras y compuesto por: Takuya Harada
- Arreglado por: Ha-j
- Música por: Takuya Harada

### "Boku ga Boku no Subete"
- Letras: 100+
- Compuesto por: Katou Yuusuke
- Arreglado: TBD
- Música por: Katou Yuusuke

## Lista de pistas
- Edición Normal lista de pistas

| Pista # | Título de pistas                                                  | Duración |
| ------- | ----------------------------------------------------------------- | -------- |
| 1       | "Beautiful Days"                                                  | 4:55     |
| 2       | "Boku ga Boku no Subete" (僕が僕のすべて?)                        | 4:31     |
| 3       | "Wasurerarenai" (忘れられない?)                                   | 4:13     |
| 4       | "Beautiful Days" (Instrumental)                                   | 4:55     |
| 5       | "Boku ga Boku no Subete" (僕が僕のすべて?) (Instrumental)         | 4:31     |
| 6       | "Wasurerarenai" (忘れられない?) (Instrumental with "Secret Talk") | 38:34    |

- Edición Limitada Lista de pistas

| Pista # | Título de pistas                           | Duración |
| ------- | ------------------------------------------ | -------- |
| 1       | "Beautiful Days"                           | 4:55     |
| 2       | "Boku ga Boku no Subete" (僕が僕のすべて?) | 4:31     |

- Edición Limitada DVD Lista de pistas

| Pista # | Título de pistas                   |
| ------- | ---------------------------------- |
| 1       | "Beautiful Days" Promotional Video |

## Presentaciones en vivo
2008
1. 11/03 - Hey! Hey! Hey!
2. 11/06 - Utaban
3. 11/07 - Music Station
4. 12/31 - Johnny's Countdown Live

2009
1. 01/18 - Shounen Club Premium

## Ventas
El sencillo debutó en el primer lugar en la lista japonesa, con un índice de ventas de la cifra total de 83.052 (un estimado de 145.341 copias vendidas en el primer día). Este es el 13 número uno consecutivo de Arashi de un lanzamiento y su 21 número uno en general con un total de 352.000 copias vendidas en la primera semana. Beautiful Days también encabezó la lista de ringtones en Music Station. Está clasificada como el 10 sencillo más vendido en 2008 por Oricon. El doble disco de platino del sencillo está certificado por la Recording Industry Association of Japan por el envío de 500.000 copias.

### Lista de ventas en Oricon (Japón)
| Lanzamiento             | Lista                        | Posición Máxima | Ventas Totales |
| ----------------------- | ---------------------------- | --------------- | -------------- |
| 5 de noviembre de 2008  | Oricon Daily Singles Chart   | 1               | 145.341        |
| 12 de noviembre de 2008 | Oricon Weekly Singles Chart  | 1               | 351,860        |
| Noviembre de 2008       | Oricon Monthly Singles Chart | 1               | 387,791        |
| Diciembre de 2008       | Oricon Yearly Singles Chart  | 10              | 421,876        |

Ventas totales hasta el momento : 470,594 (Hasta el 02/09/2009)

### Listas de Billboard (Japón)
| Lista            | Posición Máxima |
| ---------------- | --------------- |
| Hot 100          | 1               |
| Hot 100 Airplay  | 3               |
| Hot Single Sales | 1               |